# Highlander Lüdenscheid
Die Highlander Lüdenscheid sind die selbstständig agierende Inline-Skaterhockeyabteilung des Lüdenscheider Turnvereins von 1861. Sie wurden 1997 gegründet. Die 1. Herrenmannschaft spielt zurzeit in der 2. Bundesliga Nord. Des Weiteren nehmen zurzeit im Nachwuchsbereich Teams am Spielbetrieb der entsprechenden Bambini- (U10), Schüler- (U13) und Jugendligen (U16) teil, organisiert durch den ISHD.

## Entwicklung

### 1. Mannschaft
| Saison | Liga               | Platzierung                                        |
| ------ | ------------------ | -------------------------------------------------- |
| 2024   | 2. Bundesliga Nord |                                                    |
| 2023   | Regionalliga Mitte | 1. Platz; Regionalliga Meister                     |
| 2022   | Regionalliga Mitte | 1. Platz; Regionalliga-Meister                     |
| 2021   | Regionalliga Mitte | 1. Platz; Regionalliga-Meister                     |
| 2020   | Landesliga NRW     | 1. Platz; Landesliga NRW-Meister                   |
| 2019   | 1. Bundesliga      | 10. Platz                                          |
| 2018   | 1. Bundesliga      | 6. Platz; Niederlage im Viertelfinale des Play-off |
| 2017   | 1. Bundesliga      | 8. Platz; Niederlage im Viertelfinale des Play-off |
| 2016   | 1. Bundesliga      | 7. Platz; Niederlage im Viertelfinale des Play-off |
| 2015   | 1. Bundesliga      | 6. Platz; Niederlage im Viertelfinale des Play-off |
| 2014   | 1. Bundesliga      | 4. Platz; Niederlage im Viertelfinale des Play-off |
| 2013   | 1. Bundesliga      | 5. Platz; Niederlage im Viertelfinale des Play-off |
| 2012   | 1. Bundesliga      | 10. Platz; Keine Teilnahme an den Play-off         |
| 2011   | 1. Bundesliga Nord | 1. Platz; Niederlage im Viertelfinale des Play-off |
| 2010   | 1. Bundesliga Nord | 2. Platz; Niederlage im Halbfinale des Play-off    |
| 2009   | 1. Bundesliga Nord | 2. Platz; Niederlage im Halbfinale des Play-off    |
| 2008   | 1. Bundesliga Nord | 1. Platz; Niederlage im Finale des Play-off        |
| 2007   | 1. Bundesliga Nord | 5. Platz                                           |

### 2. Mannschaft
| Saison | Liga               | Platzierung |
| ------ | ------------------ | ----------- |
| 2011   | Regionalliga Mitte | 9. Platz    |
| 2010   | Regionalliga Mitte | 3. Platz    |
| 2009   | Regionalliga Mitte | 4. Platz    |
| 2008   | Landesliga West    | 1. Platz    |
| 2007   | Landesliga West    | 5. Platz    |